# Gustav Hülphers
Gustav Bernhard Hülphers, född 12 februari 1884 i Vadstena, död 31 januari 1968 i Stockholm, var en svensk veterinär.
Hülphers tog veterinärexamen 1908. Efter några års tjänstgåring vid Stockholms slakthus utnämndes han till förste innehavare av den nyinrättade professuren i födoämneshygien, helmintologi och bakteriologi vid Veterinärhögskolan 1923.
Hülphers var 1936 en av initiativtagarna till Sällskapet för veterinärmedicinsk forskning.